# Barthélemy Yaouda Hourgo
Barthélemy Yaouda Hourgo (Mayo-Ouldémé, 31 de janeiro de 1964) é bispo de Yagoua.
Barthélemy Yaouda Hourgo foi ordenado diácono em 16 de junho de 1996, foi incardinado no clero da Diocese de Maroua-Mokolo e ordenado sacerdote pelo Bispo de Maroua-Mokolo, Philippe Albert Joseph Stevens PFE, em 8 de novembro de 1997. Papa Bento XVI nomeou-o Bispo de Yagoua em 31 de maio de 2008.
O secretário da Congregação para a Evangelização dos Povos, Robert Sarah, o ordenou bispo em 1º de outubro do mesmo ano; Os co-consagradores foram Simon-Victor Tonyé Bakot, Arcebispo de Yaoundé, e Philippe Albert Joseph Stevens PFE, Bispo de Maroua-Mokolo. 